# جلال بازرگان
جلال بازرگان (زادهٔ ‎۱ دی ۱۳۱۸) ژیمناست هنری اهل ایران بود.
وی در بازی‌های المپیک تابستانی ۱۹۶۴ حضور داشته و در بخش انفرادی تمامی اسباب در رده ۱۱۳ قرار گرفته است. همچنین وی در حرکات زمینی در رده ۱۲۳، پرش از خرک در رده ۱۰۳، پارالل در رده ۱۱۶، بارفیکس در رده ۱۱۶، دارحلقه در رده ‍۱۱۶ و خرک حلقه در رده ۱۱۳ قرار گرفته است.